# Międzynarodowy Festiwal Filmowy w Pusan
Międzynarodowy Festiwal Filmowy w Pusan (kor. 부산국제영화제, hancha: 釜山國際映畵祭, ang. Busan International Film Festival, BIFF) – festiwal filmowy odbywający się w Pusan w Korei Południowej od 1996 roku. Jest największym festiwalem filmowym w Azji. Od 2011 odbywa się w nowo otwartym Busan Cinema Center.